# Suso Cecchi D’Amico
Suso Cecchi D’Amico (Róma, 1914. július 21. – Róma, 2010. július 31.) David di Donatello-díjas olasz forgatókönyvíró, színésznő. Szinte minden jeles háború utáni olasz filmrendezőnek írt forgatókönyvet, és társszerzője volt számos díjnyertes filmnek.

## Élete
Giovanna Cecchi néven, toszkánai szülőktől, Emilio Cecchi író és Leonetta Pieraccini festőművésznő lányaként született. A római Lycée Chateaubriand francia gimnázium befejezése után nem iratkozott be az egyetemre, mert nem volt meg latinból és ógörögből a bakkalaureátusa, így csak pl. botanika szakra mehetett volna. Svájcban, majd az angliai Cambridge-ben töltött némi időt, majd hazatérve munka után nézett.
Giuseppe Bottai miniszter közbenjárására, aki a fasiszta időkben az egyetlen potentát volt, akinek még volt némi kapcsolata az értelmiséggel, felvették a kereskedelmi-, majd a pénzügyminisztériumba, ahol mintegy hét évig Eugenio Anzilotti, a külkereskedelmi főigazgató személyi titkára volt. Ebben az időszakban szövődött fontos barátsága a fiatal tehetséggel, Enrico Cucciával.
1938-ban feleségül ment Fedele D'Amico (beceneve: Lele) zenetudóshoz, a színházi kritikus, Silvio D'Amico fiához. Három gyermekük született, akik felnőve maguk is jelentős mértékben hozzájárultak az olasz kultúrához: Masolino, Silvia és Caterina.
Egyedül, vagy apjával együtt sokat fordított angolból vagy franciából, többek közt Thomas Hardy: Lidércfény, Erskine Caldwell: Dohányút, Clarence Day, Jr.: Élet apámmal, vagy William Shakespeare-től a Windsori víg nők és az Othello című drámákat. Akkor hagyta abba ezt a tevékenységet, amelyben különben sem mutatott akkora jártasságot, mint később Masolino fia, amikor a filmiparban kezdett dolgozni.
A második világháború alatt, míg férje a katolikus kommunistákkal, Adriano Ossicinivel és Franco Rodanóval bujkált, az asszony Rómában az illegális Voce Operaia című baloldali lapot igazgatta, majd 6-7 hónapra Poggibonsiba költözött, nagybátyja, Gaetano Pieraccini, orvos, politikus villájába, aki a felszabadulás után Firenze első polgármestere lett.
A háborút követően, mialatt férje Svájcban a gümőkórját kezeltette, arra kényszerült, hogy mindenáron eltartsa magát két első gyermekével és a házban meghúzódó nagynénjeivel meg más nőkkel együtt. E periódusban érdekes foglalkozása volt, amikor Maria Michinek illemtan- és Giovanna Gallettinek angol társalgási órákat adott, akik 1945-ben mindketten a Róma, nyílt város forgatásán tolmácsoltak.
Azután hat évtizeden keresztül világhírű rendezők forgatókönyvírója volt.
Hosszú betegeskedés után, Rómában halt meg, 96 éves korában.

## Munkássága
Irodalmi művek fordítójaként dolgozott, amikor felkérték, hogy olvasson el egy forgatókönyvet, és mondjon véleményt róla. Később, megkérték, hogy ő maga írja meg, evvel indult el forgatókönyvírói pályáján.
1953-ban az I due timidi című rádiójátéka bemutatója után, amelynek zenei aláfestését Nino Rota komponálta, közreműködött William Wyler Római vakációja forgatókönyvének megírásában. Zsűritag volt az 1982-es cannes-i filmfesztiválon. 1994-ben a Velencei filmfesztiválon Arany Oroszlán életműdíjat kapott.

## Filmográfia

### Forgatókönyvíróként

#### Válogatás
- Alberto Lattuada: Il delitto di Giovanni Episcopo (1947)
- Luigi Zampa: L'onorevole Angelina (1947), Vivere in pace (Békében élni) (1947)
- Vittorio De Sica: Biciklitolvajok (1948), Csoda Milánóban (1951)
- Luchino Visconti: Szépek szépe (Bellissima) (1951), Érzelem (Senso) (1954), Rocco és fivérei (1960), A párduc (1963), Ludwig (1972), Meghitt családi körben (Gruppo di famiglia in un interno) (1974), L'innocente (1976)
- Mario Monicelli: Ismeretlen ismerősök (1958), Risate di gioia (1959), Casanova 70 (1965)
- Alessandro Blasetti: La fortuna di essere donna (Szerencsére nő vagyok, 1956)
- Michelangelo Antonioni: Le amiche (Barátnők) (1955)
- Luigi Comencini: La finestra sul Luna Park (Ablak a vidámparkra) (1956)
- Francesco Rosi: Salvatore Giuliano (1962)
- Franco Zeffirelli: A makrancos hölgy (1967), Napfivér, Holdnővér (1972)

#### További filmek
- Tanár fiam (Mio figlio professore), rendező Renato Castellani (1946)
- Roma città libera, rendező Marcello Pagliero (1946)
- Proibito rubare, rendező Luigi Comencini (1948)
- Fabiola, rendező Alessandro Blasetti (1949) – nem hitelesített
- Le mura di Malapaga, rendező René Clément (1949)
- Cielo sulla palude, rendező Augusto Genina (1949)
- Due mogli sono troppe, rendező Mario Camerini (1950)
- È primavera, rendező Renato Castellani (1950)
- Prima comunione, rendező Alessandro Blasetti (1950)
- È più facile che un cammello..., rendező Luigi Zampa (1950)
- Romanzo d'amore, rendező Duilio Coletti (1950)
- Processo alla città, rendező Luigi Zampa (1952)
- Buongiorno, elefante!, rendező Gianni Franciolini (1952)
- Camicie rosse, rendező Goffredo Alessandrini (1952)
- Altri tempi – Zibaldone n. 1, rendező Alessandro Blasetti (1952)
- Febbre di vivere, rendező Claudio Gora (1953)
- Il sole negli occhi, rendező Antonio Pietrangeli (1953)
- La signora senza camelie, rendező Michelangelo Antonioni (1953)
- Il mondo le condanna, rendező Gianni Franciolini (1953)
- Legyőzöttek (I vinti) rendező Michelangelo Antonioni (1953)
- Siamo donne – epizód: Anna Magnani, rendező Luchino Visconti (1953)
- Graziella, rendező Giorgio Bianchi (1954)
- Cento anni d'amore, rendező Lionello De Felice (1954)
- Tempi nostri – Zibaldone n. 2 – epizód : Il pupo, rendező Alessandro Blasetti (1954)
- Allegro squadrone, rendező Paolo Moffa (1954)
- Peccato che sia una canaglia, rendező Alessandro Blasetti (1954)
- Proibito, rendező Mario Monicelli (1954)
- Le amiche, rendező Michelangelo Antonioni (1955)
- Kean – Genio e sregolatezza, rendező Vittorio Gassman (1956)
- La fortuna di essere donna, rendező Alessandro Blasetti (1956)
- Difendo il mio amore, rendező Giulio Macchi (1957)
- La finestra sul Luna Park, rendező Luigi Comencini (1957)
- Fehér éjszakák (Le notti bianche), rendező Luchino Visconti (1957)
- Mariti in città, rendező Luigi Comencini (1957)
- La sfida, rendező Francesco Rosi (1959)
- Nella città l'inferno, rendező Renato Castellani (1959)
- I magliari, rendező Francesco Rosi (1959)
- Estate violenta, rendező Valerio Zurlini (1959)
- La baia di Napoli (It Started in Naples, rendező Melville Shavelson (1960)
- La contessa azzurra, rendező Claudio Gora (1960)
- A roncs (Il relitto), rendező Mihálisz Kakojánisz (1961)
- I due nemici, rendező Guy Hamilton (1961)
- Boccaccio '70 – epizódok: Il lavoro (Luchino Visconti); Renzo e Luciana (Mario Monicelli) (1962)
- Salvatore Giuliano, rendező Francesco Rosi (1962)
- Le quattro verità – epizód: La lepre e la tartaruga, rendező Alessandro Blasetti (1962)
- Gli indifferenti, rendező Francesco Maselli (1964)
- Vaghe stelle dell'Orsa, rendező Luchino Visconti (1965)
- Le fate – epizód: Fata Armenia, rendező Mario Monicelli (1966)
- Io, io, io... e gli altri, rendező Alessandro Blasetti (1966)
- Spara forte, più forte... non capisco, rendező Eduardo De Filippo (1966)
- Lo straniero, rendező Luchino Visconti (1967)
- L'uomo, l'orgoglio, la vendetta, rendező Luigi Bazzoni (1968)
- Infanzia, vocazione e prime esperienze di Giacomo Casanova, veneziano, rendező Luigi Comencini (1969)
- Senza sapere niente di lei, rendező Luigi Comencini (1969)
- Metello, rendező Mauro Bolognini (1970)
- La mortadella, rendező Mario Monicelli (1971)
- Il diavolo nel cervello, rendező Sergio Sollima (1972)
- I figli chiedono perché, rendező Nino Zanchin (1972)
- Amore e ginnastica, rendező Luigi Filippo D'Amico (1973)
- Amore amaro, rendező Florestano Vancini (1974)
- Prete, fai un miracolo, rendező Mario Chiari (1975)
- Dimmi che fai tutto per me, rendező Pasquale Festa Campanile (1976)
- Kedves Michele (Caro Michele) rendező Mario Monicelli (1976)
- Les mots pour le dire, rendező José Pinheiro (1983)
- Bertoldo, Bertoldino e Cacasenno, rendező Mario Monicelli (1984)
- Le due vite di Mattia Pascal, rendező Mario Monicelli (1985)
- I soliti ignoti vent'anni dopo, rendező Amanzio Todini (1985)
- Speriamo che sia femmina, rendező Mario Monicelli (1986)
- Caravaggio, rendező Derek Jarman (1986) – nem hitelesített
- Nyomozás Krisztus teste után (L'inchiesta), rendező Damiano Damiani (1986)
- Fekete szemek (Oci ciornie) rendező Nyikita Mihalkov (1987)
- Ti presento un'amica, rendező Francesco Massaro (1987)
- I picari, rendező Mario Monicelli (1988)
- Stradivari, rendező Giacomo Battiato (1988)
- Il male oscuro, rendező Mario Monicelli (1990)
- Rossini! Rossini!, rendező Mario Monicelli (1991)
- Parenti serpenti, rendező Mario Monicelli (1992)
- La fine è nota, rendező Cristina Comencini (1993)
- Cari fottutissimi amici, rendező Mario Monicelli (1994)
- Facciamo paradiso, rendező Mario Monicelli (1995)
- Bruno aspetta in macchina, rendező Duccio Camerini (1996)
- Se non mi vuoi, rendező Miriam Pucitta (1998)
- La stanza dello scirocco, rendező Maurizio Sciarra (1998)
- Panni sporchi, rendező Mario Monicelli (1999)
- Un amico magico: il maestro Nino Rota, rendező Mario Monicelli (1999)
- Il mio viaggio in Italia, rendező Martin Scorsese (1999)
- Il cielo cade, rendező Andrea e Antonio Frazzi (2000)
- Raul – Diritto di uccidere, rendező Andrea Bolognini (2005)
- Le rose del deserto, rendező Mario Monicelli (2006)
- L'inchiesta, rendező Giulio Base (2006)

### Televízió
- Vita col padre e con la madre, rendező Daniele D'Anza (1960) – minisorozat
- Giovanni ed Elviruccia, rendező Paolo Panelli (1970) – minisorozat
- Pinokkió, rendező Luigi Comencini (1972) – minisorozat
- A názáreti Jézus, rendező Franco Zeffirelli (1977) – minisorozat
- La velia, rendező Mario Ferrero (1980) – minisorozat
- Vita di Antonio Gramsci, rendező Raffaele Maiello (1981) – tévéfilm
- A szív (Cuore), rendező Luigi Comencini (1984) – tévéfilm
- La Storia, rendező Luigi Comencini (1986) – tévéfilm
- La moglie ingenua e il marito malato, rendező Mario Monicelli (1989) – tévéfilm
- Marco e Laura dieci anni fa, rendező Carlo Tuzii (1989) – tévéfilm
- Come quando fuori piove, regia di Mario Monicelli (2000) – minisorozat

### Színésznőként
- 1962: Boccaccio 70 (Renzo és Luciana epizód)

## Szakmai elismerései
- 1980: David di Donatello-díj életművéért
- 1994: Arany Oroszlán díj életművéért
- számos Ezüst Szalag díj

## Állami kitüntetései
- 1996: az Olasz Köztársaság Becsületrendje nagykeresztjének dámája
- 2002: a Kultúra és Művészet Érdemrend arany medálja

## Emlékezete
2012-ben megalapították a Suso Cecchi D'Amico Díjat, amelyet születése centenáriuma óta születése napján adnak át a legjobb forgatókönyv díját elnyert film női főszereplőjének.

## Fordítás
Ez a szócikk részben vagy egészben  a   Suso Cecchi D'Amico című olasz Wikipédia-szócikk ezen változatának fordításán alapul.  Az eredeti cikk szerkesztőit annak laptörténete sorolja fel. Ez a jelzés csupán a megfogalmazás eredetét és a szerzői jogokat jelzi, nem szolgál a cikkben szereplő információk forrásmegjelöléseként.